# Братская могила № 2 воинов, погибших в Великой Отечественной войне 1941-45 гг.
Братская могила № 2 воинов, погибших в Великой Отечественной войне 1941-45 гг. — братская могила, расположенная в городе Малгобек (район кирпичного завода), Республики Ингушетия, где похоронены погибшие в Великой Отечественной войне воины разных родов войск и разных национальностей, защищавшие город Малгобек в сентябре-декабре 1942 года от немецких войск.
Постановлением Правительства Республики Ингушетия от 25 апреля 2005 года № 78 братская могила внесена в список объектов исторического и культурного наследия Республики Ингушетия муниципального значения.

## Исторический контекст
Малгобекская оборонительная операция стала одним из сражений Второй мировой войны, оказавших заметное влияние на её дальнейший ход. На сравнительно небольшом участке линии фронта, расположенном между Терским и Сунженским хребтами, и на склонах самих хребтов, в сентябре—декабре 1942 года шли ожесточенные бои.
В ходе Малгобекской оборонительной операции войска Закавказского фронта сорвали планы противника на Кавказе по прорыву к нефтяным районам Грозного и Баку, а также осуществлению переброски сил с Кавказа под Сталинград, что явилось одним из условий для последующего полного разгрома немецко-фашистских войск в Сталинградской битве. 3 января 1943 года город Малгобек был полностью освобождён от немецко-фашистских войск.

## Описание памятника
Расположено захоронение в районе кирпичного завода в старой части Малгобека на Терском хребте между участками имени Кутузова и Чапаева, недалеко от Малого Малгобека. Участок захоронения имеет длину 7 м и ширину 6 м. В 1950 году на братской могиле был поставлен обелиск. В апреле 1985 году обелиск реконструирован. Установленный на трёхступенчатом постаменте железобетонный обелиск пирамидальной формы и облицован стальными листами. Наверху установлена пятиконечная звезда, окаймлённая лавровым венком. Перед обелиском на четырёх бетонных подставках имеются стальные пластинки, на которых указаны фамилии 335 воинов, захороненных в этой братской могиле (на первой — 86 имён, на второй — 90, на третьей — 88, а на четвёртой — 71). Погибли захороненные в период с 6 сентября по 27 декабря 1942 года. На самом обелиске установлена металлическая пластина с текстом «Вечная память воинам, павшим в боях при защите г. Малгобек в 1942».
К обелиску ведет каскад трёхступенчатых лестниц, по сторонам от которых высажены кусты сирени. Сам обелиск имеет железную ограду.

## Галерея

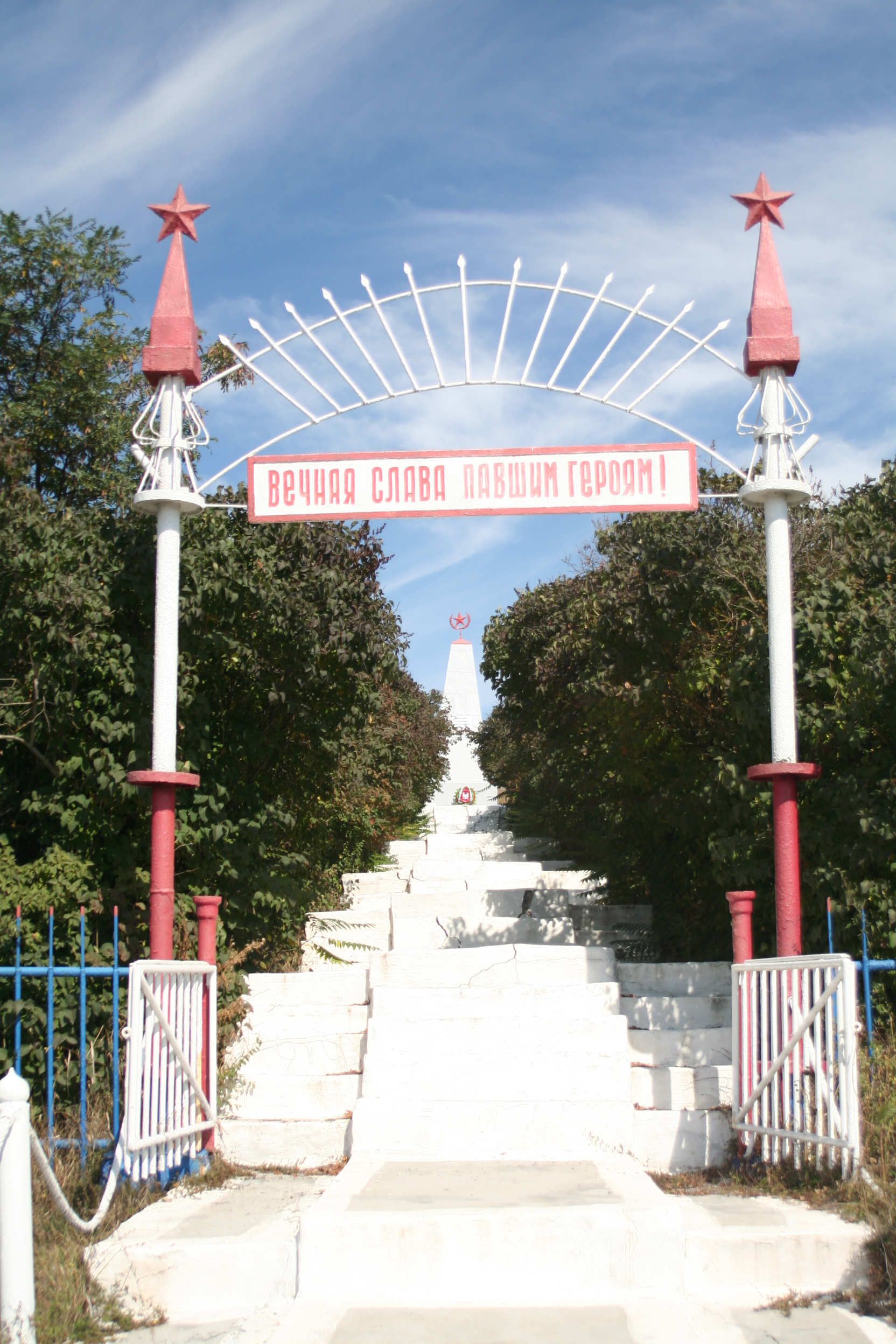
Вход, ведущий к захоронению
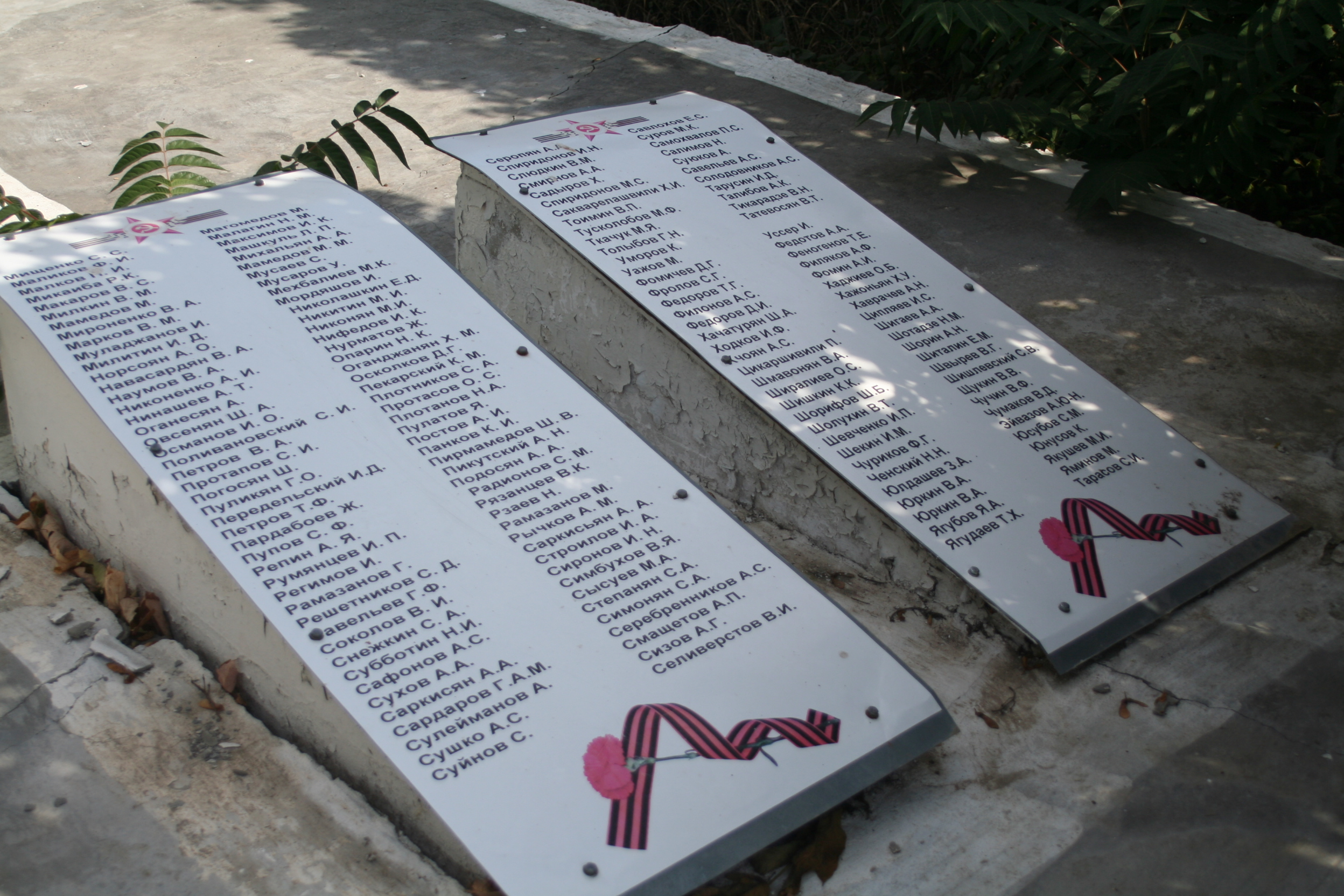
Бетонные подставки с именами павших